# Sankofa

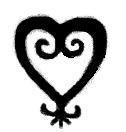
символ Санкофы

Sankofa, Санкофа — слово на аканском языке Ганы. На русский язык оно переводится как «обернитесь и возьмите» (san — возвращаться; ko — идти; fa — искать, находить и брать), что означает важность изучения прошлого. Изображение символа может сильно отличаться. Наиболее распространенные виды — птица, обернувшаяся к хвосту, возможно с яйцом в клюве, или же несколько измененный символ сердца. Часто понятие ассоциируется с пословицей «Se wo were fi na wosankofa a yenkyi», которую можно перевести «Нет ничего дурного в том, чтобы вернуться к тому, что мы забыли».
Санкофа – это принцип, заимствованный у народа акан в Гане, согласно которому нужно помнить прошлое, чтобы добиться позитивного прогресса в будущем
Так же Санкофа - это символ важности извлечения уроков из прошлого.
Символ Санкофа часто встречается в искусстве народа Акан, также часто употребляется и в афроамериканском контексте. Санкофа — наиболее широко распространенный символ адинкра, он часто встречается в современных ювелирных украшениях, татуировках и на одежде.
Данный символ использовался в сериале "Табу" (2017-...), он был нанесен на спину главного героя.